# 陳以誠
陳以誠（1954年1月26日—），香港兒科醫生，前香港醫學會副會長，與李家仁醫生同被譽為「兒歌醫生」，曾經是2007年香港行政長官選舉選舉委員會的醫學界代表，他早於1981年参與突破之夜81現代民歌大賽，歌曲： 地鐵， 哀城喪，期望你，等等歌曲，而他於1983年參與香港基督徒音樂事工協會《齊唱新歌》第二集主唱工作（生之盼、只有祝福）。

## 簡介
陳以誠早年在九龍土瓜灣成長，1959年畢業於鴻光街恩華學校（幼稚園部），曾就讀迦密中學，於1977年畢業於香港大學，曾留學英國、取得英國皇家兒科醫學院院員資格，取得內外全科醫學士資歷，曾任公立醫院醫生。雖然陳以誠在1995年冬天起兼職兒歌歌手，但是直至2003年才以SARS事件為題材的兒歌《眾志成城抗肺炎》才為人認識。

## 爭議
2009年，陳以誠在診治一名男嬰時，因疏忽令嬰兒的右手無名指要切除指頭，被男嬰父母索償650萬港元。2012年11月20日，香港高等法院判陳以誠就男嬰的醫療費及心理輔導等，賠償約31萬4000多港元。法官認為事件對男嬰來說是痛苦的經歷，但不認同會影響日後男嬰的生計。其後男嬰父母不滿賠償金額過低而提出上訴，高等法院上訴庭於2014年2月19日將賠償額提高至51萬港元。其後男童父母聲稱受事件打擊分別患上適應障礙和抑鬱，再向陳以誠索償。2017年5月8日，高等法院頒令陳以誠需向父母及男童賠償合共約140萬港元。2018年4月16日，香港醫務委員會裁定陳以誠2項專業失德罪成，各判罰停牌3個月，分期執行，合共停牌半年。辯方律師形容事件是陳職業生涯中的一個瑕疵和污點，他對事件感到悔恨及悲傷。
及後，他進行上訴。上訴庭認為醫委會在裁決時並沒有處理陳所提出的疑點，認為其2項專業失德定罪不穩當。

## 相關人士
- 李家仁，與陳以誠、鍾潔嵐同為「兒歌歌手」。
- 鍾潔嵐，與陳以誠、李家仁同為「兒歌歌手」。

## 備註
- 陳以誠兒歌背後的理想 （页面存档备份，存于）